# القبر (نوبات)

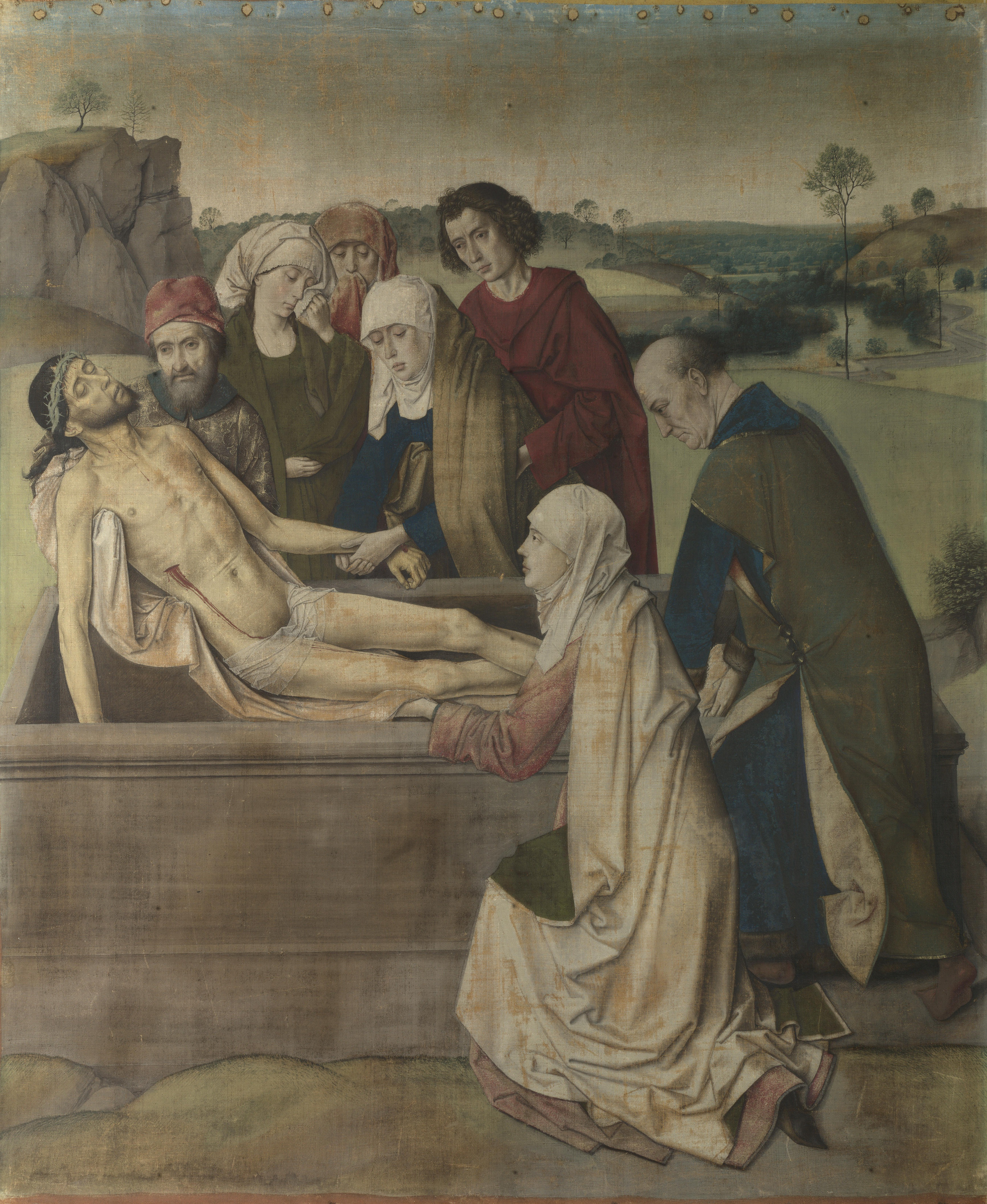
ديرك بوتس ، القبر ، تقريبا 1450. تمبرا بحجم الغراء على الكتان ، 87.5 × 73.6 سم × 29 بوصة). المعرض الوطني ، لندن.

القبر عبارة عن لوحة بحجم الغراء على الكتان  منسوبة إلى الرسام الهولندي المبكر ديريك بوتس . يُظهر مشهدًا من القبر التوراتي للمسيح ، ومن المحتمل أن تكون رسمت بين عامي 1440 و 1455  كجناح لمذبح كبير متعدد الأشكال. يُعتقد أن المذبح المفقود الآن يحتوي على مشهد صلب مركزي محاط بأربعة أجنحة تعمل بنصف ارتفاعها - اثنان على كلا الجانبين - تصور مشاهد من حياة المسيح . كان من الممكن إقران الألواح الأصغر في تنسيق مشابه لقطعة مذبح القربان المقدس في الفترة 1464-1468 لبوتس. ربما تم تكليف العمل الأكبر للتصدير إلى إيطاليا ، ربما إلى راعي البندقية الذي فقدت هويته.  تم تسجيل القبر لأول مرة في مخزون ميلانو في منتصف القرن التاسع عشر وكان في المعرض الوطني ، لندن ، منذ شرائه نيابة عن المعرض بواسطة تشارلز لوك إيستليك في عام 1861.